# حمض الغلوتاكونيك
حمض الغلوتاكونيك هو مركب كيميائي صيغته C5H6O4، ويحوي المركب بالإضافة إلى مجموعتي الكربوكسيل على رابطة مضاعفة، ولذلك فهو يصنف ضمن الأحماض ثنائية الكربوكسيل الألكينية.
يوجد من المركب متصاوغان هندسيان وهما الشكل المقرون cis والشكل المفروق trans.

## التحضير
يمكن التحضير انطلاقاً من حمض الليفولينيك بإجراء تفاعل برومة ثم بالمعالجة بمركب كربونات البوتاسيوم.

## الخواص
يوجد المركب في الشروط القياسية على شكل صلب بلوري عديم اللون. يمكن الحصول على أنهيدريد حمض الغلوتاكونيك، بإجراء تفاعل بلمهة (نزع ماء)، حيث يوجد على شكل صنوي من المتصاوغين المفروق والمقرون.

## اقرأ أيضاً
- حمض الغلوتاريك